# Stan Drake
Pour les articles homonymes, voir Drake.
Stanley Albert Drake (né le 9 novembre 1921 à New York et le mort le 10 mars 1997 à Norwalk) est un auteur de bande dessinée réaliste américain, créateur en 1953 avec le scénariste Elliot Caplin du comic strip Juliette de mon cœur, qu'il a dessiné jusqu'en 1989. Il a également dessinée Blondie de 1984 à sa mort. Au début des années 1980, il travaille pour Dargaud avec Leonard Starr sur la série Kelly Green, dont les cinq épisodes sont pré-publiés dans Pilote avant d'être édités en album en France et aux États-Unis.

## Publications en français
- Kelly Green (dessin), avec Leonard Starr (scénario), Dargaud :

1. Le Contact, 1982.
2. 1, 2, 3, mourez, 1983.
3. Cent millions, mort comprise !, 1984.
4. Do, ré, mi... sang !, 1984.
5. La Flibuste de la B.D., 1987.

- Juliette Jones, Futuropolis, coll. « Copyright » :

1. 1953-1954, 1984.
2. 1954-1955, 1984.

## Prix et récompenses
- 1970 : Prix du comic strip à suivre de la National Cartoonists Society
- 1971 : Prix du comic strip à suivre de la National Cartoonists Society
- 1973 : Prix du comic strip à suivre de la National Cartoonists Society
- 1984 : Prix Inkpot